# 山案座ν
山案座ν，又名CP-81 115，HD 29116、SAO 258378、HR 1456，是山案座的一颗恒星，视星等为5.79，位于銀經295.07，銀緯-32.05，其B1900.0坐标为赤經4h 29m 49.1s，赤緯-81° -32.05′ 25″。